# Bataille de Tweebosch
Seconde guerre des Boers
Batailles
Raid Jameson (décembre 1895 - janvier 1896)
- Doornkop

Front ouest (octobre 1899 - juin 1900)
- Kraaipan
- Belmont
- Graspan
- Modder River
- Stormberg
- Magersfontein
- Kimberley
- Paardeberg
- Poplar Grove
- Driefontein
- Sand River
- Mafeking
- Doornkop
- Biddulphsberg
- Lindley
- Diamond Hill

Front est (octobre 1899 - août 1900)
- Talana Hill
- Elandslaagte
- Rietfontein
- Bataille de Ladysmith
- Colenso
- Spion Kop
- Vaal Krantz
- Siège de Ladysmith
- Libération de Ladysmith
- Bergendal

Raids et guérillas (mars 1900 - mai 1902)
- Sanna's Post
- Mostertshoek
- Jammerbergdrift
- Roodewal
- Bothaville
- Leliefontein
- Nooitgedacht
- Vlakfontein
- Groenkloof
- Elands River
- Bloedrivier Poort
- Bakenlaagte
- Groenkop
- Tweebosch
- Rooiwal

La bataille de Tweebosch s'est tenue le 7 mars 1902 entre un kommando boer dirigé par Koos de la Rey et une colonne britannique commandée par le lieutenant général Methuen, au cours des derniers mois de la deuxième guerre des Boers.

## Rétroactes
Pour tenter de capturer les Boers de l'État libre d'Orange, Lord Kitchener bâtit des lignes de blockhaus reliées entre elles par des barbelés. Mais il n'y avait pas assez d'eau au Transvaal occidental pour employer ce système. Dès lors, il constitua 9 colonnes pour prendre en chasse De la Rey et les autres groupes de Boers dans cette zone. Le 24 février 1902, De la Rey attaqua un convoi commandé par le Lieutenant Colonel S. B. Von Donop. Il perdit 51 Boers, mais il tua, blessa ou captura 12 officiers et 369 soldats. En réponse, Methuen essaya de traquer de près le leader boer.

## La bataille

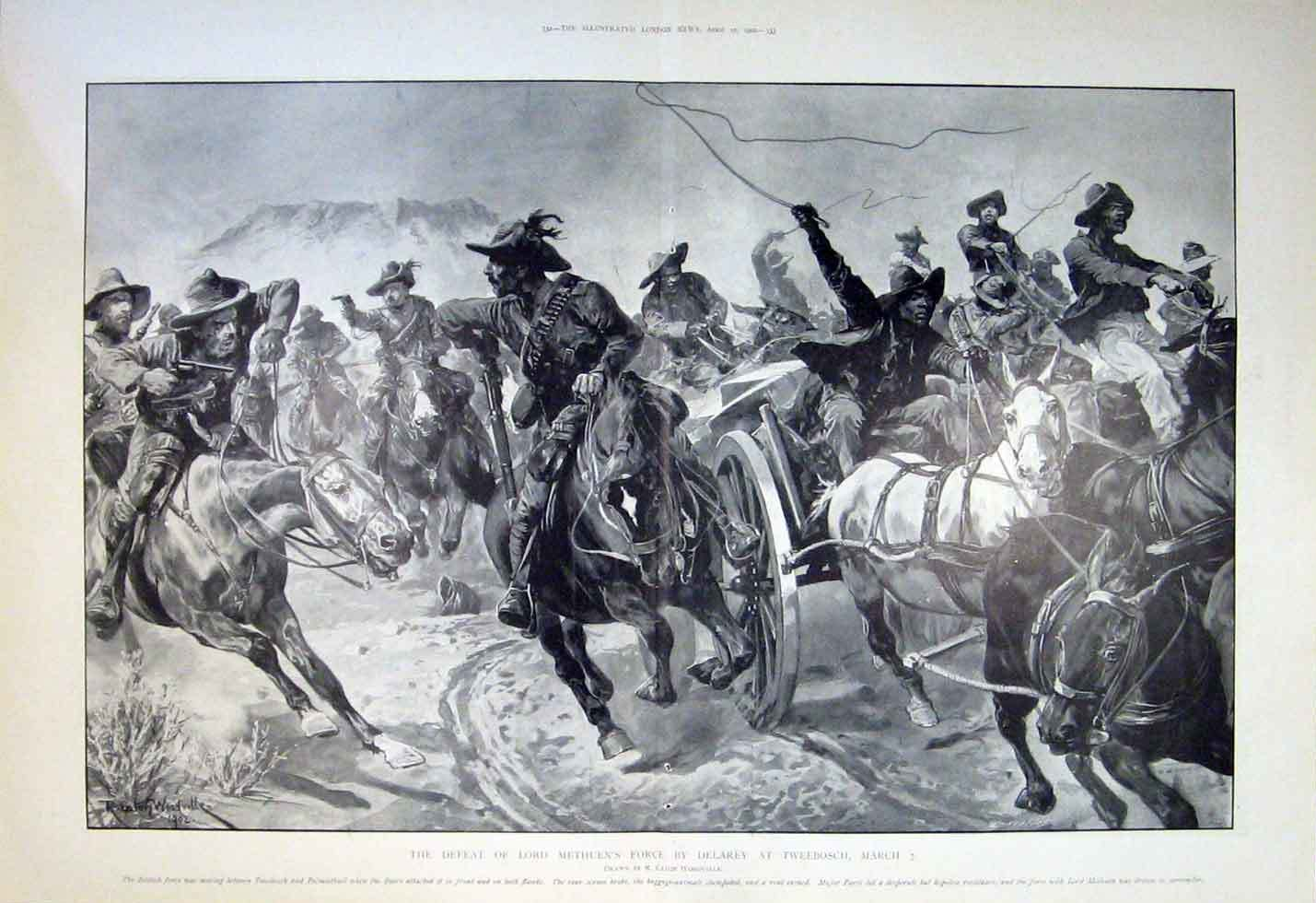
illustration de la bataille de Tweebosch, 1902, dessin de Richard Caton Woodville

Moins de deux semaines plus tard, De la Rey mena une embuscade contre la colonne de Methuen à Tweebosch sur la Little Hart River. Les forces britanniques étaient au nombre de 1 250, dont 1 000 hommes montés et 4 canons. Les troupes de Methuen étaient largement composées de troupes inexpérimentées, qui paniquèrent, et finalement fuirent ou se rendirent. Seuls les réguliers de la colonne combattirent franchement, de l'aube jusqu'à 9h30. Les Britanniques perdirent 200 hommes, et plus de 600 furent pris, de même que quatre canons. Après deux blessures et une jambe cassée lorsque son cheval s'écroula sous lui, Methuen fut capturé. Il fut le seul général britannique capturé par les Boers au cours de la guerre.

## Après la bataille
Methuen, sérieusement blessé, fut envoyé à un hôpital britannique sous pavillon neutre. Ayant reçu des nouvelles du désastre, Kitchener se retira pendant deux jours et refusa de s'alimenter. Remis, il ordonna l'envoi de renforts au Transvaal occidental et désigna le colonel Ian Hamilton pour coordonner l'effort britannique. Le 11 avril, l'une des colonnes de Hamilton battit un groupe de Boers à la bataille de Rooiwal. Le 9 avril, des délégations boer et britannique entamèrent des discussions pour la fin de la guerre, et un traité fut signé le 31 mai.